# Vývoj světového rekordu v běhu na 1500 metrů

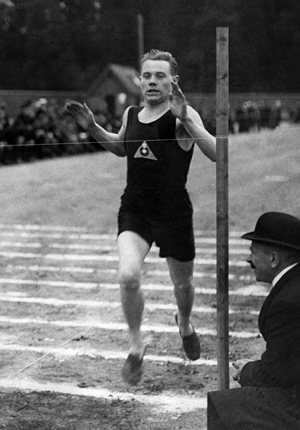
Paavo Nurmi v čase 3:52,6 překonává světový rekord v běhu na 1500 m, Helsinky, 1924

Běh na 1500 metrů se v Evropě stal obecně uznávanou standardní distancí běžeckých závodů koncem 19. století. Vzdálenost právě 1500 metrů je zřejmě odvozena z jedné míle, která byla převedena do metrického systému a její vzdálenost byla poupravena pro výhodnější účely měření v metrické soustavě. Běh na jednu míli se v anglicky mluvících zemích těšil velké oblíbenosti již minimálně před rokem 1850.
Vzdálenost 1500 m je také někdy nazývána jako „metrická míle“. Mezi první zakladatele, kteří pořádali první významné závody v běhu na 1500 m, patří Francouzi, kteří uskutečnili své první mistrovství právě na této distanci.
Když bylo v roce 1896 navázáno na antické olympijské hry a konala se první oficiální novodobá olympiáda, byly mezi atletické disciplíny zařazeny běhy. Jejich vzdálenost byla udávána právě v metrickém systému, kvůli čemuž se zřejmě většina nejúspěšnějších mílařů té doby těchto olympijských her nezúčastnila. Jejich absence je znatelná z vítězného času v běhu na 1500 m, ve kterém zvítězil Australan Edwin Flack s časem 4:33,1 s, což je o 17,8 sekund pomalejší čas než amatérský rekord v běhu na jednu míli, a to i přesto, že jedna míle je o 109,344 metrů delší než 1500 m.
Kvalita běhu na 1500 m se začala postupně zvyšovat během Olympijských her 1900 a 1904. Na Olympijských hrách 1908 se závodu dokonce zúčastnili nejlepší mílaři té doby a na následující Olympiádě 1912 se ze závodu v běhu na 1500 m stal již závod dosahující a určující světovou úroveň.
V dnešní době běh na 1500 m na atletických závodech téměř úplně nahradil běh na jednu míli.

## Muži (dráha)

### Před vznikemIAAF
| Výkon  | Atlet (stát)           | Datum      | Místo                      |
| ------ | ---------------------- | ---------- | -------------------------- |
| 4:24,6 | J. Borel (FRA)         | 1892       |                            |
| 4:21   | Fernand Meiers (FRA)   | 1893-05-28 | Paříž, Francie             |
| 4:19,8 | Felix Bourdier (FRA)   | 1894-07-22 | Paříž, Francie             |
| 4:18,4 | Albin Lermusiaux (FRA) | 1895-05-12 | Paříž, Francie             |
| 4:16,8 | Michel Soalhat (FRA)   | 1895-05-26 | Paříž, Francie             |
| 4:15,6 | Thomas Conneff (USA)   | 1895-08-26 | New York, USA              |
| 4:10,4 | Albin Lermusiaux (FRA) | 1896-06-26 | Paříž, Francie             |
| 4:09   | John Bray (USA)        | 1900-05-30 | Bayonne, Francie           |
| 4:06,2 | Charles Bennett (GBR)  | 1900-07-15 | Paříž, Francie             |
| 4:05,4 | James Lightbody (USA)  | 1904-09-03 | St. Louis, USA             |
| 3:59,8 | Harold Wilson (GBR)    | 1908-05-30 | Londýn, Spojené království |
| 3:59,2 | Abel Kiviat (USA)      | 1912-05-26 | New York, USA              |
| 3:56,8 | Abel Kiviat (USA)      | 1912-06-01 | New York, USA              |

### Období IAAF
První světový rekord v běhu na 1500 m mužů byl v atletice poprvé zaznamenán v roce 1912 Mezinárodní amatérskou atletickou federací (IAAF, od roku 2001 Mezinárodní asociace atletických federací, od roku 2019 Světová atletika (WA))
Ke dni 17. července 2015 IAAF v této disciplíně uznala celkem 38 světových rekordů.
| Výkon (min.) | Auto    | Atlet (stát)              | Datum      | Místo                            |
| ------------ | ------- | ------------------------- | ---------- | -------------------------------- |
| 3:55.8       |         | Abel Kiviat (USA)         | 1912-06-08 | Cambridge (Massachusetts), USA   |
| 3:54.7       |         | John Zander (SWE)         | 1917-08-05 | Stockholm, Švédsko               |
| 3:52.6       |         | Paavo Nurmi (FIN)         | 1924-06-19 | Helsinki, Finsko                 |
| 3:51.0       |         | Otto Peltzer (GER)        | 1926-09-11 | Berlín, Německo                  |
| 3:49.2       |         | Jules Ladoumegue (FRA)    | 1930-10-05 | Paříž, Francie                   |
| 3:49.2       |         | Luigi Beccali (ITA)       | 1933-09-09 | Turín, Itálie                    |
| 3:49.0       |         | Luigi Beccali (ITA)       | 1933-09-17 | Milán, Itálie                    |
| 3:48.8       |         | Bill Bonthron (USA)       | 1934-06-30 | Milwaukee, USA                   |
| 3:47.8       |         | Jack Lovelock (NZL)       | 1936-08-06 | Berlín, Německo                  |
| 3:47.6       |         | Gunder Hägg (SWE)         | 1941-08-10 | Stockholm, Švédsko               |
| 3:45.8       |         | Gunder Hägg (SWE)         | 1942-07-17 | Stockholm Švédsko                |
| 3:45.0       |         | Arne Andersson (SWE)      | 1943-08-17 | Göteborg, Švédsko                |
| 3:43.0       |         | Gunder Hägg (SWE)         | 1944-07-07 | Göteborg, Švédsko                |
| 3:43.0       |         | Lennart Strand (SWE)      | 1947-07-15 | Malmö, Švédsko                   |
| 3:43.0       |         | Werner Lueg (FRG)         | 1952-06-29 | Berlín, Německo                  |
| 3:42.8+      |         | Wes Santee (USA)          | 1954-06-04 | Compton (Kalifornie), USA        |
| 3:41.8+      |         | John Landy (AUS)          | 1954-06-21 | Turku, Finsko                    |
| 3:40.8       |         | Sándor Iharos (HUN)       | 1955-07-28 | Helsinki, Finsko                 |
| 3:40.8       |         | László Tábori (HUN)       | 1955-09-06 | Oslo, Norsko                     |
| 3:40.8       |         | Gunnar Nielsen (DEN)      | 1955-09-06 | Oslo, Norsko                     |
| 3:40.6       |         | István Rózsavölgyi (HUN)  | 1956-08-03 | Tata, Maďarsko                   |
| 3:40.2       |         | Olavi Salsola (FIN)       | 1957-07-11 | Turku, Finsko                    |
| 3:40.2       |         | Olavi Salonen (FIN)       | 1957-07-11 | Turku, Finsko                    |
| 3:38.1       |         | Stanislav Jungwirth (TCH) | 1957-07-12 | Stará Boleslav, Československo   |
| 3:36.0       |         | Herb Elliott (AUS)        | 1958-08-28 | Göteborg, Švédsko                |
| 3:35.6       |         | Herb Elliott (AUS)        | 1960-09-06 | Řím, Itálie                      |
| 3:33.1       |         | Jim Ryun (USA)            | 1967-07-08 | Los Angeles, USA                 |
| 3:32.2       | 3:32.16 | Filbert Bayi (TAN)        | 1974-02-02 | Christchurch, Nový Zéland        |
| 3:32.1       | 3:32.03 | Sebastian Coe (GBR)       | 1979-08-15 | Curych, Švýcarsko                |
| 3:32.1       | 3:32.09 | Steve Ovett (GBR)         | 1980-07-15 | Oslo, Norsko                     |
| 3:31.4       | 3:31.36 | Steve Ovett (GBR)         | 1980-08-27 | Koblenz, Západní Německo         |
| 3:31.24      |         | Sydney Maree (USA)        | 1983-08-28 | Kolín nad Rýnem, Západní Německo |
| 3:30.77      |         | Steve Ovett (GBR)         | 1983-09-04 | Rieti, Itálie                    |
| 3:29.67      |         | Steve Cram (GBR)          | 1985-07-16 | Nice, Francie                    |
| 3:29.46      |         | Saïd Aouita (MAR)         | 1985-08-23 | Berlín, Německo                  |
| 3:28.86      |         | Noureddine Morceli (ALG)  | 1992-09-06 | Rieti, Itálie                    |
| 3:27.37      |         | Noureddine Morceli (ALG)  | 1995-07-12 | Nice, Francie                    |
| 3:26.00      |         | Hišám Al-Karúdž (MAR)     | 1998-07-14 | Řím, Itálie                      |

Sloupek s označením „Výkon“ udává oficiálně uznaný čas rekordu, kdežto sloupek označený jako „Auto“ udává čas, který byl naměřen jiným plně automatickým způsobem měření (elektronicky). Avšak IAAF uznávala pouze výsledky, které byly získány ručním měřením, a tyto výsledky byly ještě navíc zaokrouhlovány na první desetinné číslo.
K automatickému způsobu měření času se zaokrouhlením na druhé desetinné číslo IAAF přistoupila až od roku 1981 a tímto způsobem měří tratě do 10 000 metrů. Díky tomu byl ještě téhož roku změněn světový rekord na 1500 m vytvořený Stevem Ovettem z času 3:31,4 na 3:31,36.

## Ženy (dráha)

### Před vznikem IAAF
| Výkon   | Atlet (stát)                | Datum      | Místo                          |
| ------- | --------------------------- | ---------- | ------------------------------ |
| 5:18.2  | Anna Mushkina (URS)         | 1927-08-19 | Moskva, Sovětský svaz          |
| 5:07.0  | Anna Mushkina (URS)         | 1934-09-16 | Almaty, Sovětský svaz          |
| 5:02.0  | Lydia Freiberg (URS)        | 1936-07-13 | Moskva, Sovětský svaz          |
| 4:47.2  | Yevdokiya Vasilyeva (URS)   | 1936-07-30 | Moskva, Sovětský svaz          |
| 4:45.2  | Yevdokiya Vasilyeva (URS)   | 1937-09-13 | Moskva, Sovětský svaz          |
| 4:41.8  | Anna Zaytseva-Bosenko (URS) | 1940-06-10 | Moskva, Sovětský svaz          |
| 4:38.0  | Yevdokiya Vasilyeva (URS)   | 1944-08-17 | Moskva, Sovětský svaz          |
| 4:37.8  | Olga Ovsyannikova (URS)     | 1946-09-15 | Dnipro, Sovětský svaz          |
| 4:37.0  | Nina Pletnyová (URS)        | 1952-08-30 | Leningrad, Sovětský svaz       |
| 4:35.4  | Phyllis Perkinsová (GBR)    | 1956-05-17 | Hornchurch, Spojené království |
| 4:30.0  | Diane Leatherová (GBR)      | 1957-05-16 | Hornchurch, Spojené království |
| 4:29.7+ | Diane Leatherová (GBR)      | 1957-07-19 | Londýn, Spojené království     |
| 4:19.0+ | Marise Chamberlainová (NZL) | 1962-12-08 | Perth, Austrálie               |

### Období IAAF
První světový rekord v běhu na 1500 m žen byl v atletice poprvé zaznamenán v roce 1967 Mezinárodní amatérskou atletickou federací.
Ke dni 21. června 2009 IAAF v této disciplíně uznala celkem 13 světových rekordů.
| Výkon   | Auto    | Atlet (stát)               | Datum      | Místo                        |
| ------- | ------- | -------------------------- | ---------- | ---------------------------- |
| 4:17.3+ |         | Anne Smith (GBR)           | 1967-06-03 | Chiswick, Spojené království |
| 4:15.6  |         | Mia Gommersová (NED)       | 1967-10-24 | Sittard, Nizozemsko          |
| 4:12.4  |         | Paola Pigniová (ITA)       | 1969-07-02 | Milán, Itálie                |
| 4:10.7  | 4:10.77 | Jaroslava Jehličková (CZE) | 1969-09-20 | Athény, Řecko                |
| 4:09.6  | 4:09.62 | Karin Burneleitová (GDR)   | 1971-08-15 | Helsinki, Finsko             |
| 4:06.9  |         | Ljudmila Braginová (URS)   | 1972-07-18 | Moskva, Sovětský svaz        |
| 4:06.5  | 4:06.47 | Ljudmila Braginová (URS)   | 1972-09-04 | Mnichov, Německo             |
| 4:05.1  | 4:05.07 | Ljudmila Braginová (URS)   | 1972-09-07 | Mnichov, Německo             |
| 4:01.4  | 4:01.38 | Ljudmila Braginová (URS)   | 1972-09-09 | Mnichov, Německo             |
| 3:56.0  |         | Taťjana Kazankinová (URS)  | 1976-06-28 | Podolsk, Sovětský svaz       |
| 3:55.0  |         | Taťjana Kazankinová (URS)  | 1980-07-06 | Moskva, Sovětský svaz        |
| 3:52.47 |         | Taťjana Kazankinová (URS)  | 1980-08-03 | Curych, Švýcarsko            |
| 3:50.46 |         | Čchü Jün-sia (CHN)         | 1993-09-11 | Peking, Čína                 |
| 3:50.07 |         | Genzebe Dibabaová (ETH)    | 2015-07-17 | Fontvieille, Monako          |

Znaménko + nacházející se za výkonem značí, že tento údaj byl naměřen při mezičase na 1500. metru při běhu na jednu míli.
Sloupek s označením „Výkon“ udává oficiálně uznaný čas rekordu, kdežto sloupek označený jako „Auto“ udává čas, který byl naměřen jiným plně automatickým způsobem měření (například pomocí čipů). Avšak IAAF uznávala pouze výsledky, které byly získány ručním měřením, a tyto výsledky byly ještě navíc zaokrouhlovány na první desetinné číslo.
K automatickému způsobu měření času se zaokrouhlením na druhé desetinné číslo IAAF přistoupila až od roku 1981 a tímto způsobem měří tratě do 10 000 metrů.